# Дом Москвы (Севастополь)
Дом Москвы (укр. Дім Москви) — трехэтажный дом в Севастополе на площади Нахимова, 1, построенный по проекту архитектора А. Л. Шеффера. Проектирование и строительство дома осуществлялось в соответствии с распоряжением Правительства Москвы от 26 декабря 2002 года № 2047-РП, финансирование осуществлялось за счет средств Правительства Москвы. Заказчиком по проектированию и строительству дома выступил Отдел капитального строительства Черноморского флота, а Генеральным подрядчиком — Строительное управление ЧФ. Общая площадь — 1950 м², сдан в эксплуатацию в 2006 году.
Здание стало пристройкой к зданию, где в начале XX века размещалась частная Гостиница Киста, а в наше время располагается одно из управлений Черноморского флота России.

## Московский культурно-деловой центр «Дом Москвы» в Севастополе
В здании размещается Московский культурно-деловой центр «Дом Москвы» в Севастополе, созданный распоряжением Правительства Москвы № 122-РП от 29 января 2007 года. Его основателем является Государственное унитарное предприятие «Московский центр международного сотрудничества».
Центр открыт 21 февраля 2007 года. На церемонии открытия присутствовал мэр Москвы Юрий Лужков, а также главнокомандующий Военно-морским флотом Российской Федерации адмирал Владимир Масорин, председатель московской городской думы Владимир Платонов, председатель Севастопольской городской государственной администрации Сергей Куницын, председатель Севастопольского городского совета Валерий Саратов и другие официальные лица.
Уставом Общества определена основная цель и направление его деятельности:
- участие в реализации программ международного взаимодействия в области развития культурных, деловых, гуманитарных и информационных связей;
- осуществление популяризации достижений Российской Федерации и Москвы в различных областях общественной, культурной и экономической жизни;
- осуществление ознакомления россиян с Украиной и достижениями украинской культуры;
- оказание содействия развитию туристического обмена между Российской Федерацией и Украиной;
- организация отдыха россиян;
- создание информационно-справочных фондов по вопросам культурного, экономического развития обеих стран;
- проведение конференций, симпозиумов, семинаров, консультаций по проблемам международного гуманитарного, культурного и делового сотрудничества.